# Joseph-Francis Sumégné
Joseph-Francis Sumégné (Bamenjou, 30 luglio 1951) è un artista e scultore camerunese.

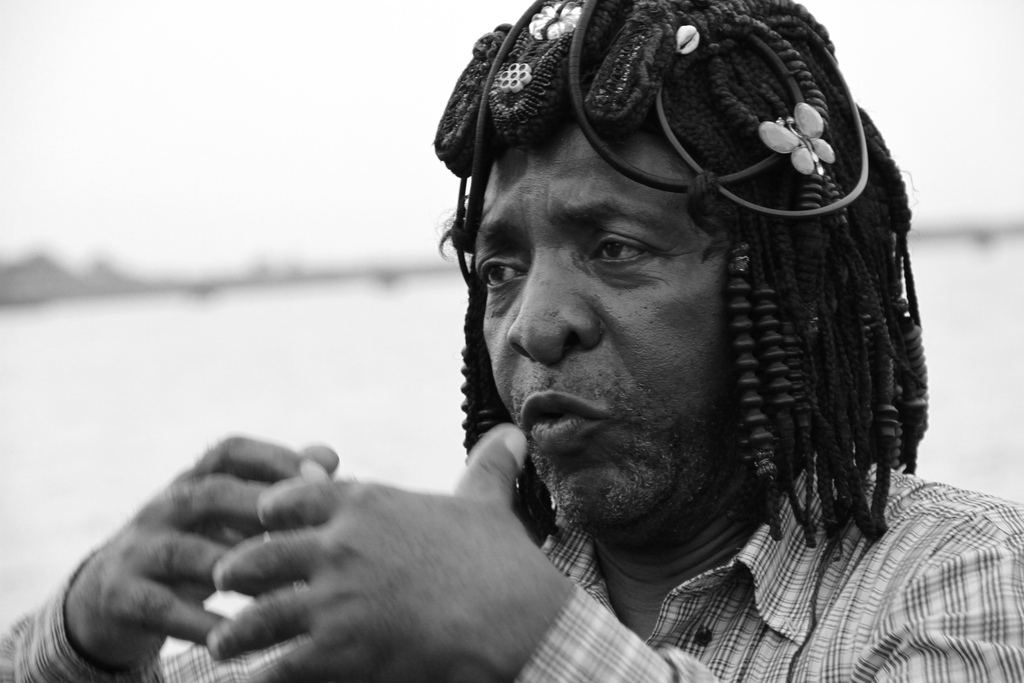
Joseph-Francis Sumégné. Foto Roberto Paci Dalò, Douala, 2010

Joseph-Francis Sumégné è uno degli artisti più importanti del Camerun. La sua opera più celebre La Nouvelle Liberté di Douala è una scultura di 12 metri costruita nel 1996 e diventata oggi uno dei simboli più noti della città.

## Biografia
Joseph-Francis Sumégné nasce a Bomenjou in Camerun nel 1951 e comincia a lavorare come pittore e scultore dal 1976 dopo una formazione autodidatta. 
Vive a Yaoundé, Camerun. 
Nel 2004 presenta le sue opere in una mostra personale alla Biennale di Dakar dove espone Les neufs notables. Espone al Centre Pompidou di Parigi all'interno di Africa Remix e alla Triennale di Osaka nel 2006.

## Attività
L'opera di Joseph-Francis Sumégné si concentra su sculture, sculture monumentali e installazioni urbane che ha realizzato a Douala, Amburgo e Libreville. 
Il lavoro di questo artista è caratterizzato da una fusione di tecniche artistiche e decorative (scultura, gioielleria, tessitura, lavorazione del vimini) e le sue opere sono influenzate dalla scultura tradizionale della sua regione d'origine.
La più nota opera di Joseph-Francis Sumégné è La Nouvelle Liberté, una scultura di 12 metri commissionata da doual'art, costruita nel 1996 e rinnovata nel 2007.

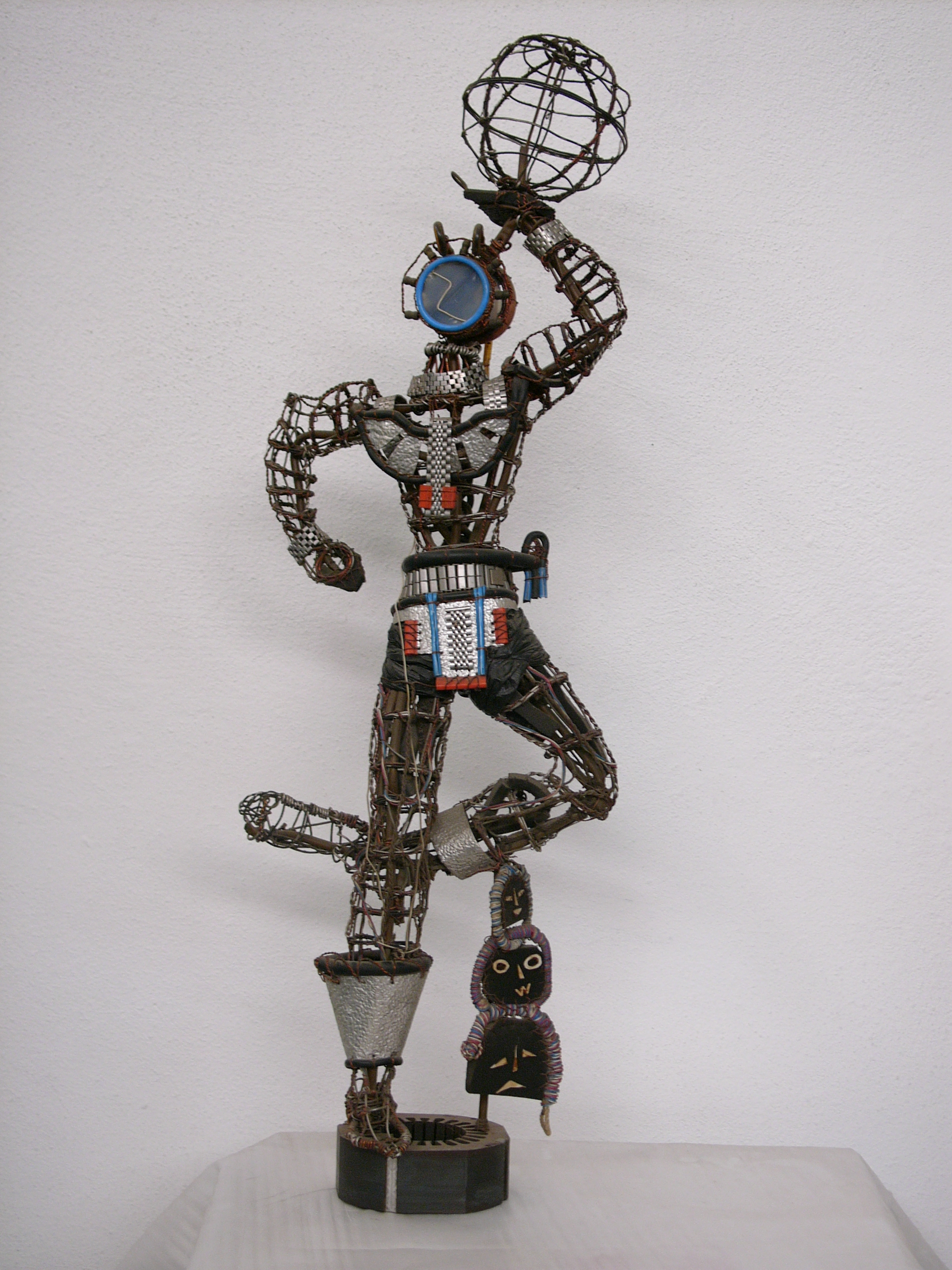
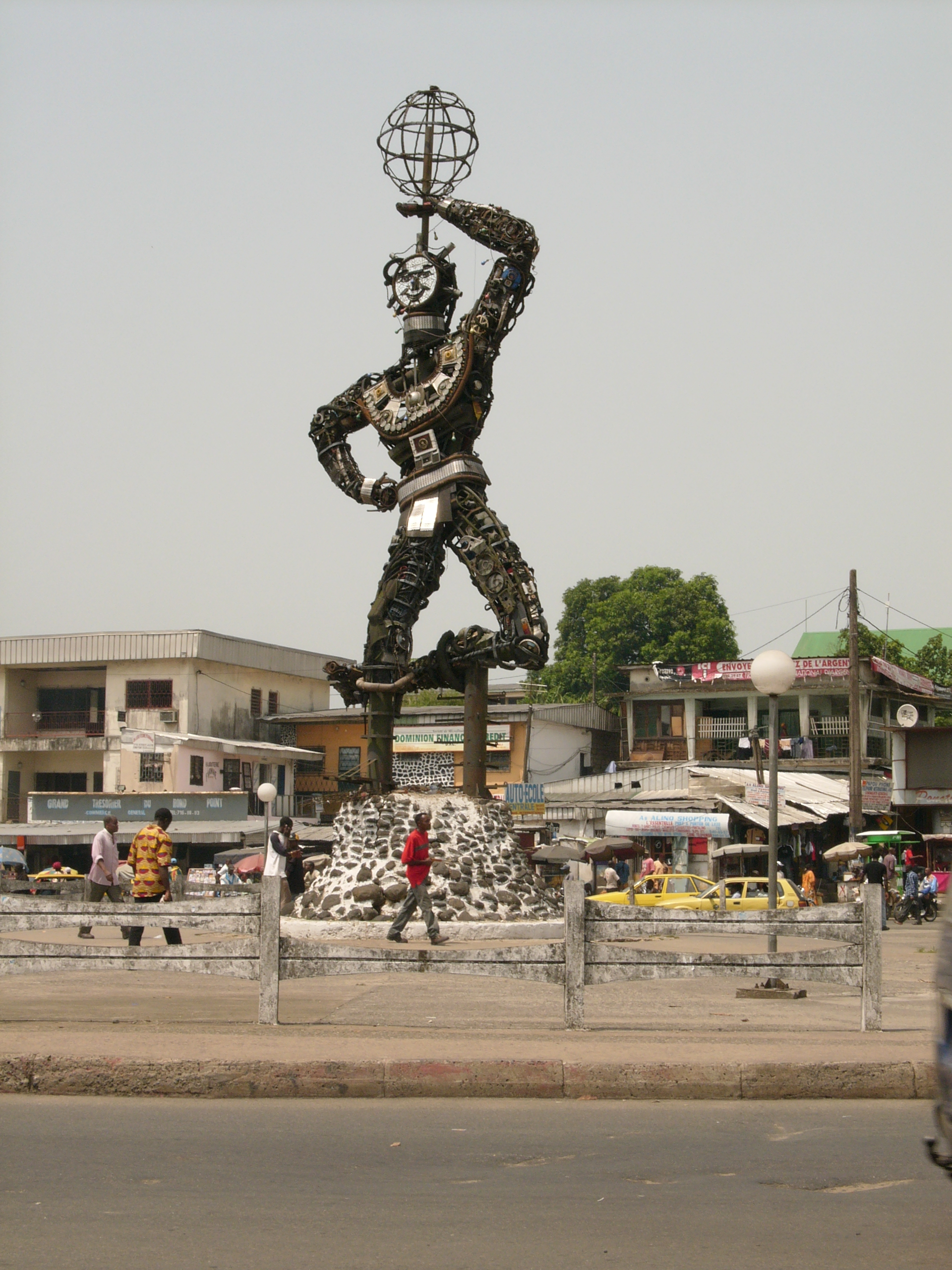
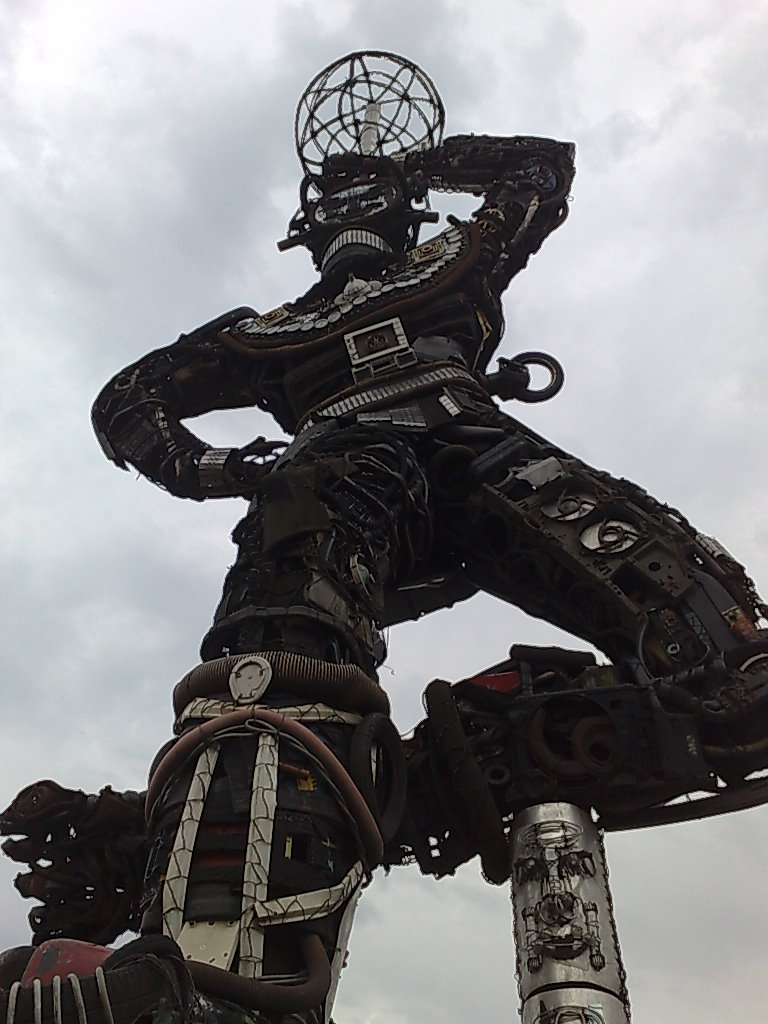
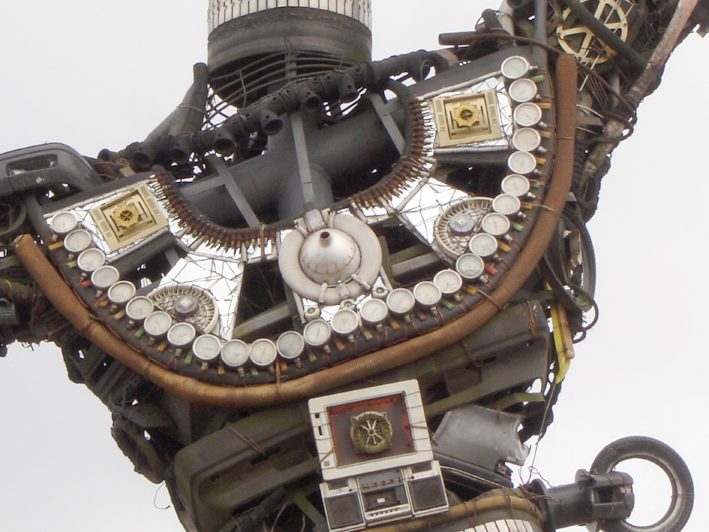
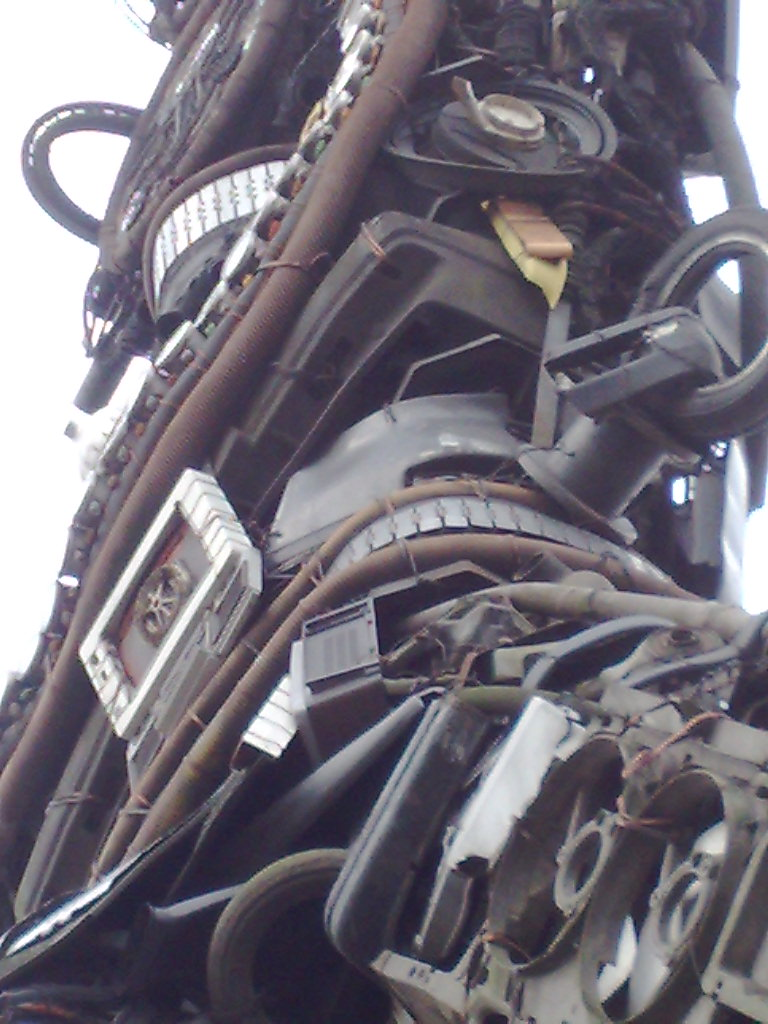

## Esposizioni personali
- Mouvements de poussière-Espace doual'art, Douala, 2008.
- Les Neufs Notables-Espace doual'art, Douala, 2005.
- Exposition sans titre de Joseph-Francis Sumégné-Espace doual'art, Douala, 2003.
- Exposition de sculptures de Joseph-Francis Sumégné-Espace doual'art, Douala, 2002.

## Esposizioni collettive
- Cameroonian Touch.2-Espace doual'art, Douala, 2010.
- Sonsbeek 2008: grandeur-Sonsbeek International Sculpture Exhibition, Arnhem, 2008.
- Africa Remix-Contemporary art of a continent-Johannesburg Art Gallery (JAG), Johannesburg, 2007.
- Africa Remix-Contemporary Art of a Continent-Mori Art Museum, Tokio, 2006.
- Guerre contre la Pauvreté-Espace doual'art, Douala, 2006.
- Africa Remix-l'art contemporain d'un continent-Centre Pompidou-Musée National d'Art Moderne, Parigi, 2005.
- Africa Remix-Contemporary Art of a Continent-Hayward Gallery, Londra, 2005.
- Africa Remix-Zeitgenössische Kunst eines Kontinents-Museum Kunst Palast, Düsseldorf, 2004.
- 6ème Biennale de l'Art Afrcain Contemporain-Dak'Art Biennale de l'art africain contemporain, Dakar, 2004.
- Dak'Art 1998-Dak'Art Biennale de l'art africain contemporain, Dakar, 1998.